# Morelli-Gletscher
Der Morelli-Gletscher ist ein Gletscher im Süden der Thurston-Insel vor der Eights-Küste des westantarktischen Ellsworthlands. Im westlichen Teil der King-Halbinsel mündet er 29 km südöstlich des Kap Waite in das Abbot-Schelfeis im Peacock-Sund.
Der United States Geological Survey kartierte ihn anhand eigener Vermessungen und Luftaufnahmen der United States Navy aus den Jahren von 1960 bis 1966. Das Advisory Committee on Antarctic Names benannte ihn 1968 nach Panfilo S. Morelli (* 1937), Glaziologe auf der Byrd-Station von 1961 bis 1962.